# I’m Old Fashioned
I’m Old Fashioned ist eine Komposition von Jerome Kern, mit dem Text von Johnny Mercer aus dem Jahr 1942. Zunächst ein Filmsong entwickelte sich das Lied zum Jazzstandard.

## Hintergrund
Der Song wurde für den Film Du warst nie berückender (You Were Never Lovelier, 1942) geschrieben, in dem er von Nan Wynn (an Stelle der Schauspielerin Rita Hayworth) und Fred Astaire gesungen wurde. Die erste Aufnahme des Titels erschien 1942 von Astaire, begleitet von John Scott Trotter und seinem Orchester; diese Version erreichte Platz 23 in den Charts.
Für Allen Forte (The American Popular Ballad of the Golden Era, 1924-1950: A Study in Musical Design) war der Song „eine von Kerns eloquentesten und poetischsten musikalischen Aussagen“. Es zeichne sich sowohl durch seine Einfachheit als auch durch seine Direktheit aus. Alec Wilder stellte fest: „I’m Old Fashioned finde ich ein besonders großartiges Lied. Der Refrain und auch sein Text sind sehr schön. Sein Chorus besteht aus vergleichsweise wenigen Noten, keine kürzer als eine Viertelnote, und seine Form ist sehr befriedigend und untypisch: A-B-C-A1, wobei der letzte Abschnitt auf zwölf Takte ausgedehnt ist.“

## Spätere Verwendung
In zwei Broadway-Revuen wurde I’m Old Fashioned später eingesetzt, in Jerome Kern Goes to Hollywood (1986) und Dream (1997). Der Tanz von Astaire und Hayworth zu dem Song im Film 1942 war 1983 der Ausgangspunkt für ein gleichnamiges Ballettstück des Choreographen Jerome Robbins für das New York City Ballet.
Zu diesem Zeitpunkt war I’m Old Fashioned im Jazz bereits ein Standard: Johnny Mercer nahm den Titel mehrmals auf; Ella Fitzgerald (Ella Fitzgerald Sings the Jerome Kern Songbook, 1963), John Coltrane  (Blue Train, 1957) griffen auf den Titel ebenso zurück wie Stan Getz, Chet Baker, Art Farmer, Oscar Peterson, Bud Shank oder Bob Brookmeyer. Keith Jarretts Standards Trio nahm ihn 1995 bei seinen Live-Auftritten im Blue Note auf; Joanne Brackeen bot ihn solo in der Maybeck Recital Hall in Berkeley dar. Die Gitarristen Bucky und John Pizzarelli nahmen den Song als Duo auf. Der Bassist Richard Davis griff ihn im Jahr 2000 auf, ebenso der Gitarrist Martin Taylor. Sängerin Cassandra Wilson gab dem Stück 2002 eine peppige Bearbeitung; auch Bennie Wallace und Ahmad Jamal widmeten sich dem Titel, den der Pianist und Bandleader Bob Florence 2007 geschickt für Bigband arrangierte.